# Gałęziak

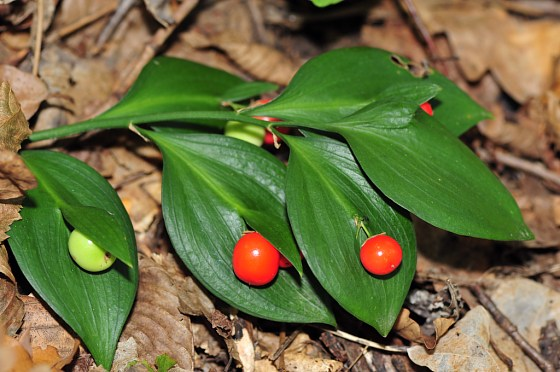
Fyllokladia u Ruscus hypoglossum

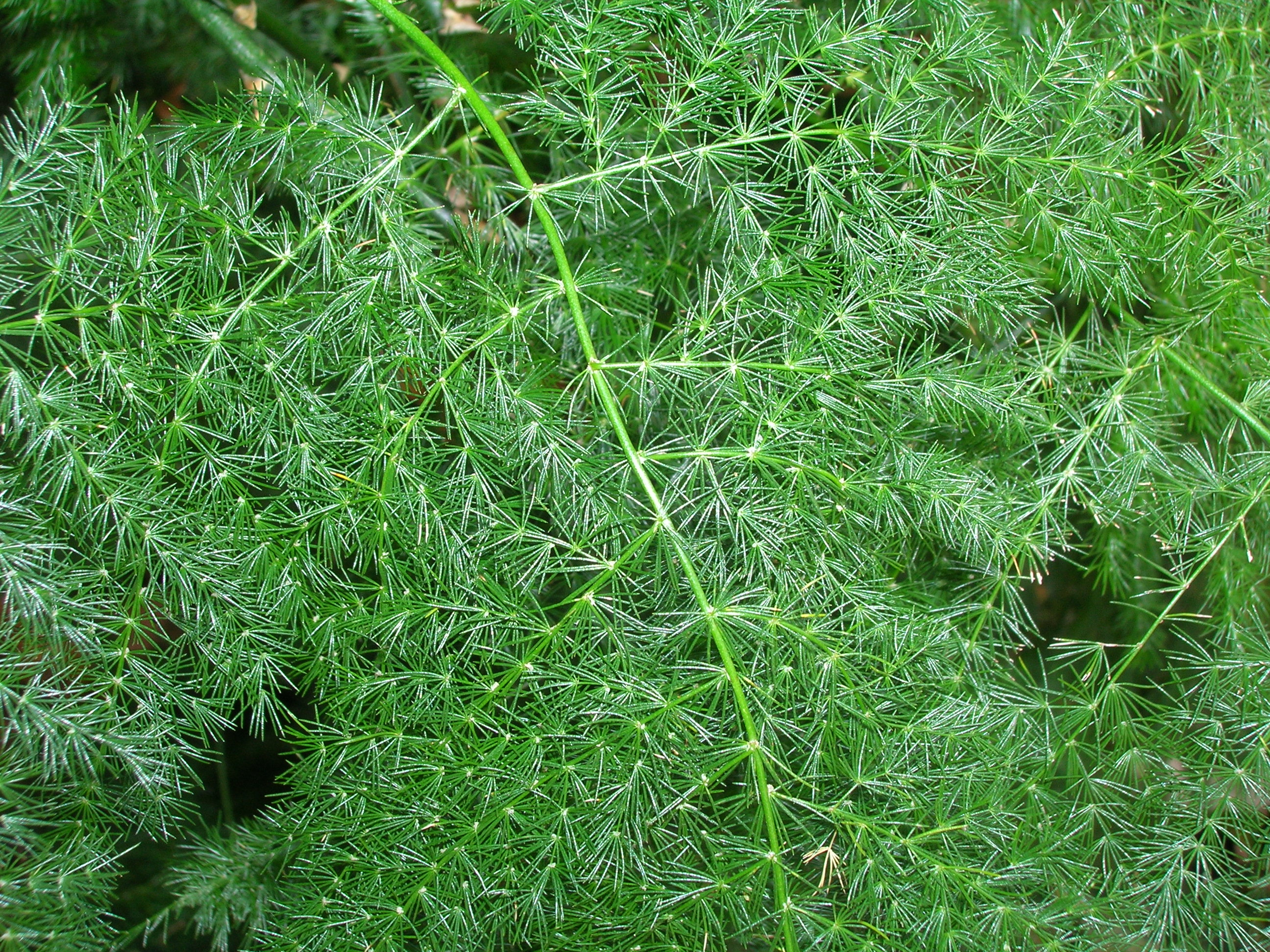
Kladokladia u Asparagus setaceus

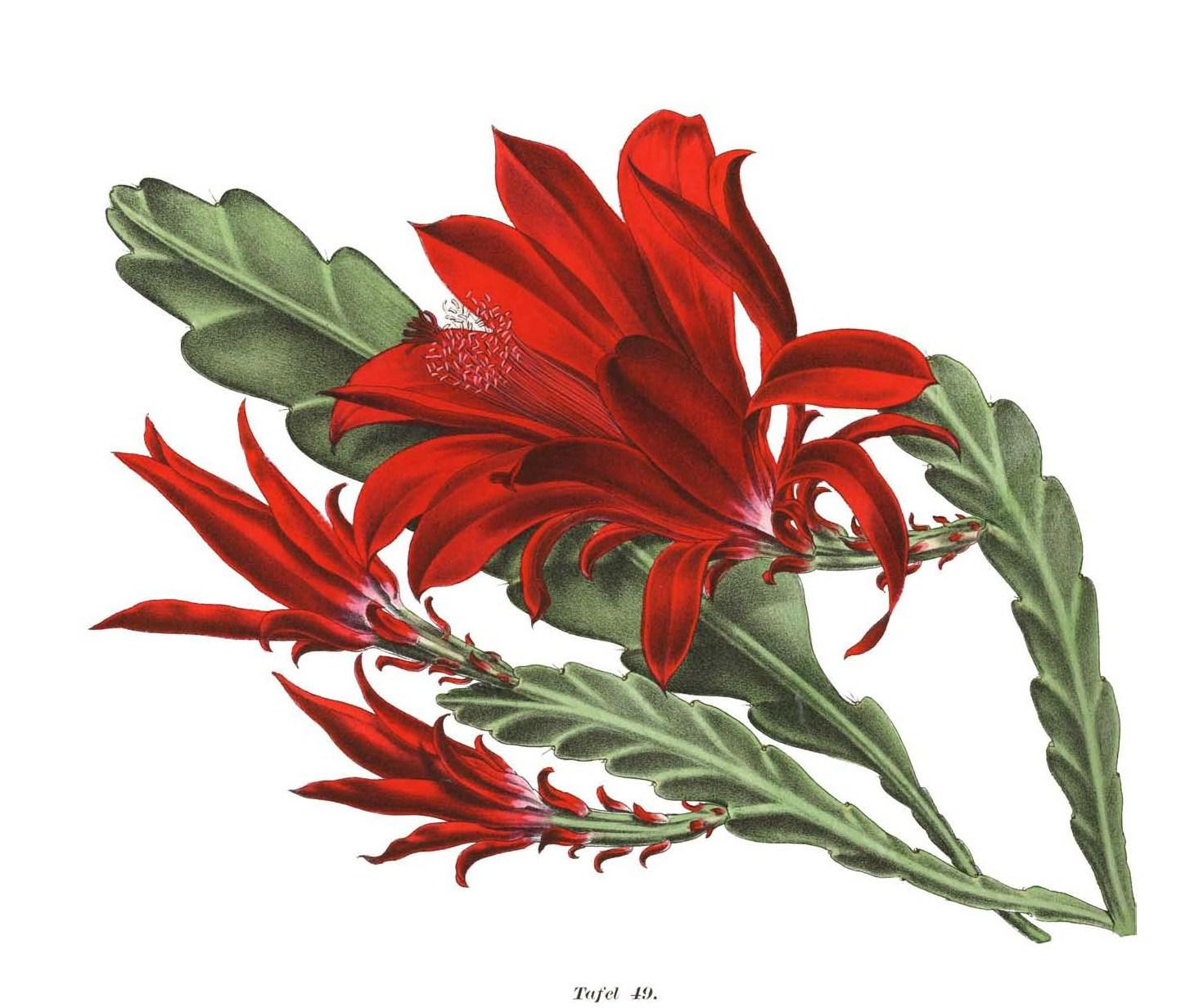
Platykladia u Disocactus ackermannii

Gałęziak – zmodyfikowana, spłaszczona łodyga barwy zielonej, która przejmuje funkcje liścia (przeprowadza fotosyntezę) i jest do niego podobna z kształtu. U roślin wytwarzających gałęziaki liście właściwe są zwykle silnie zredukowane, wykształcają się jako ciernie lub łuski, często szybko opadające. U niektórych roślin cała łodyga wykształca się w formie gałęziaków, u innych tylko część pędów, zazwyczaj końcowa, jest zmodyfikowana (np. u myszopłocha, szparaga, kokietnika).
Gałęziaki wykształcają się zwykle u roślin, u których z powodu adaptacji do warunków suchych nastąpiła redukcja liści.
Wyróżnia się kilka typów gałęziaków:
- fyllokladium – pęd o ograniczonym wzroście i kształcie zbliżonym do liścia (np. u myszopłocha i kokietnika),
- kladokladium – pęd o ograniczonym wzroście i kształcie igiełkowatym (np. u szparaga),
- platykladium – spłaszczony pęd, o nieograniczonym wzroście, nierzadko z normalnymi liśćmi wyrastającymi z węzłów (np. u Muehlenbeckia platyclada).